# Experiência de Hawthorne
A experiência de Hawthorne foi realizada em 1927, pelo Conselho Nacional de Pesquisas dos Estados Unidos (National Research Council), em uma fábrica da Western Electric Company, situada em Chicago, no bairro de Hawthorne e sua finalidade era determinar a relação entre a intensidade da iluminação e a eficiência dos operários medida através da produção. A experiência foi coordenada por Elton Mayo e colaboradores, e estendeu-se à fadiga, acidentes no trabalho, rotatividade do pessoal (turnover) e ao efeito das condições de trabalho sobre a produtividade do pessoal.

## Objetivo
A direção da fábrica de Western Electric, situada no bairro Hawthorne da cidade de Chicago, Condado de Cook, estado de Illinois, contratou uma equipe de Harvard (Elton Mayo- médico especializado em psicopatologia e Fritz Roethlisberger) para conduzir experimentos relacionando produtividade e condições fisicas de trabalho. Nessa fábrica havia um grande departamento onde mulheres montavam relés de telefone. A tese era que aumentando a luminosidade, a produtividade também aumentaria. A Western Electric fabrica equipamentos e componentes telefônicos. Na época, valorizava o bem-estar dos operários, mantendo salários satisfatórios e boas condições de trabalho. A empresa não estava interessada em aumentar a produção, mas em conhecer melhor seus empregados.

## 1ª Fase - Os Estudos da Iluminação
Para analisar o efeito da iluminação sobre o rendimento dos operários, foram escolhidos dois grupos que faziam o mesmo trabalho e em condições idênticas: um grupo de observação trabalhava sobre intensidade de luz variável, enquanto o grupo de controle tinha intensidade constante. Curiosamente, no grupo experimental e no grupo de controle, registrou-se um aumento na produtividade.
Os pesquisadores não conseguiram provar a existência de qualquer relação simples entre a intensidade de iluminação e o ritmo de produção. Reduziu-se a iluminação na sala experimental. Esperava-se uma queda na produção, mas o resultado foi o oposto, a produção na verdade aumentou. Comprovou-se a preponderância do fator psicológico sobre o fator fisiológico: a eficiência dos operários é afetada por condições psicológicas. 
Reconhecendo que o fator psicológico influenciava no resultado da pesquisa, os pesquisadores pretenderam elimina-lo da experiência, por considera-lo inoportuno,  razão pela qual a experiência prolongou-se até 1932, quando foi suspensa em razão da crise econômica de 1929.
A conclusão (que ficou conhecida como experiência de Hawthorne) é que o aumento da produtividade não estava relacionado com a intensidade da luz, mas sim com a atenção que estava sendo dada às pessoas.

## 2ª Fase - Sala de montagem de relés
Começou em 1927. Foi criado um grupo de observação: cinco funcionárias montavam os relés, enquanto uma sexta fornecia as peças para abastecer o trabalho. A sala de provas era separada do departamento (onde estava o grupo de controle) por uma divisão de madeira. O equipamento de trabalho era idêntico ao utilizado no departamento, apenas incluindo um plano inclinado com um contador de peças que marcava a produção em uma fita perfurada. A produção foi o índice de comparação entre o grupo experimental (sujeito a mudanças nas condições de trabalho) e o grupo controle (trabalho em condições constantes). O grupo experimental tinha um supervisor, como no grupo de controle, além de um observador que permanecia na sala. Elas foram convidadas para participar na pesquisa e esclarecidas quanto aos seus objetivos: determinar o efeito de certas mudanças nas condições de trabalho (período de descanso, lanches, redução no horário de trabalho etc.). Eram informadas dos resultados e as modificações eram antes submetidas a sua aprovação. A pesquisa foi dividida em 12 períodos.
1° período: Durou duas semanas. Foi estabelecida a capacidade produtiva em condições normais de trabalho (2.400 unidades semanais por funcionária) que passou a ser comparada com os demais períodos.
2° período: Durou cinco semanas. O grupo experimental foi isolado na sala de provas, mantendo-se as condições e o horário de trabalho normais e medindo-se o ritmo de produção. Serviu para verificar o efeito da mudança de local de trabalho.
3° período: Modificou-se o sistema de pagamento. No grupo de controle havia o pagamento por tarefas em grupo. Os grupos eram numerosos (mais de cem funcionárias), as variações de produção de cada funcionária eram diluídas na produção e não refletiam no salário individual. Separou-se o pagamento do grupo experimental e, como ele era pequeno, os esforços individuais repercutiam diretamente no salário. Esse período durou oito semanas. Verificou-se aumento de produção.
4° período: Início da introdução de mudanças no trabalho: um intervalo de cinco minutos de descanso no período da manhã e outro igual no período da tarde. Verificou-se novo aumento na produção.
5° período: Os intervalos de descanso foram aumentados para dez minutos cada, verificando-se novo aumento de produção.
6° período: Introduziram-se três intervalos de cinco minutos na manhã e três à tarde. A produção não aumentou e houve quebra no ritmo de trabalho.
7° período: Voltou-se a dois intervalos de dez minutos, em cada período, servindo-se um lanche leve. A produção aumentou novamente.
8° período: O grupo experimental passou a trabalhar até às 16h30min e não até às 17 horas, como o grupo de controle. Houve acentuado aumento na produção.
9° período: O grupo passou a trabalhar até às 16 horas. A produção permaneceu estacionária.
10° período: O grupo experimental voltou a trabalhar até às 17 horas. A produção aumentou bastante.
11° período: Estabeleceu-se a semana de cinco dias, com sábado livre. A produção diária do grupo experimental continuou a subir.
12° período: Voltou-se às mesmas condições do 3° período, tirando-se todos os benefícios dados, com a aceitação das funcionárias. Esse período durou 12 semanas. Inesperadamente a produção atingiu um índice jamais alcançado anteriormente (3.000 unidades semanais por funcionária).

### Conclusão dessa fase
As funcionárias gostavam de trabalhar na sala de provas porque era divertido e a supervisão branda (ao contrário da supervisão de controle rígido na sala de montagem) permitia trabalhar com liberdade e menor ansiedade;
Havia um ambiente amistoso e sem pressões, na qual a conversa era permitida, o que aumentava a satisfação no trabalho;
Não havia temor ao supervisor, pois este funcionava como orientador;
Houve um desenvolvimento social do grupo experimental. As funcionárias faziam amizades entre si e tornaram-se uma equipe;
O grupo desenvolveu objetivos comuns, como o de aumentar o ritmo de produção, embora fosse solicitado trabalhar normalmente.

### 3ª Fase - O programa de entrevistas
Os pesquisadores, fixados no estudo das relações humanas no trabalho, verificaram que, no grupo de controle, as moças consideravam humilhante a supervisão vigilante e constrangedora. Assim, em 1928 iniciou-se o Programa de Entrevistas (Interviewing Program) com os empregados para conhecer suas atitudes e sentimentos, ouvir suas opiniões quanto ao trabalho e tratamento que recebiam, bem como ouvir sugestões a respeito do treinamento dos supervisores. O programa obteve sucesso. Foi, então, criada a Divisão de Pesquisas Industriais para ampliar o Programa de Entrevistas. Entre 1928 e 1930 foram entrevistados cerca de 21.126 empregados. Em 1931 adotou-se a técnica da entrevista não diretiva, onde o operário pode falar livremente, sem que o entrevistador desvie o assunto ou tente impor um roteiro prévio. O Programa de Entrevista revelou a existência da Organização Informal dos Operários a fim de se protegerem das ameaças da Administração. Nela, os operários se mantêm unidos através de laços de lealdade.

### 4ª Fase - Sala de montagem de terminais
Para analisar a relação entre a Organização Informal dos Operários e a Organização Formal da Fábrica, foi escolhido um grupo experimental para trabalhar em uma sala especial com condições de trabalho idênticas às do departamento. Um observador ficava dentro da sala e um entrevistador fora entrevistando o grupo. O sistema de pagamento era baseado na produção do grupo. O salário só poderia ser maior se a produção total aumentasse. O observador pôde notar que os operários dentro da sala usavam uma porção de artimanhas – logo que os operários montavam o que julgavam ser a sua produção normal, reduziam seu ritmo de trabalho. Os operários passaram a apresentar certa uniformidade de sentimentos e solidariedade grupal. O grupo desenvolveu métodos para assegurar suas atitudes, considerando delator o membro que prejudicasse algum companheiro e pressionando os mais rápidos para estabilizarem sua produção por meio de punições simbólicas.

## Conclusões da Experiência de Hawthorne

### Nível de Produção é Resultante da Integração Social
O nível de produção não é determinado pela capacidade física ou fisiológica do empregado (como afirmava a Teoria Clássica), mas por normas sociais e expectativas grupais. É a capacidade social do trabalhador que determina o seu nível de competência e eficiência e não sua capacidade de executar movimentos eficientes dentro do tempo estabelecido. Quanto maior a integração social do grupo, maior a disposição para trabalhar

### Comportamento Social dos Empregados
Os trabalhadores não agem ou reagem isoladamente como indivíduos, mas como membros de grupos. Portanto, a administração não pode tratar os empregados um a um, mas sim como membros de grupos e sujeitos às influências sociais desses grupos. A Teoria das Relações Humanas contrapõe o comportamento social do empregado ao comportamento do tipo máquina, proposto pela Teoria Clássica.

### Recompensas e Sanções Sociais
Os precursores da Administração Científica, baseados no conceito de homo economicus, pelo qual o homem é motivado e incentivado por estímulos salariais, elaboravam planos de incentivo salarial, para elevar a eficiência e baixar os custos operacionais. Para a Teoria das Relações Humanas, a motivação econômica é secundária na determinação do rendimento do trabalhador. Para ela, as pessoas são motivadas pela necessidade de reconhecimento, de aprovação social e participação nas atividades dos grupos sociais nos quais convivem. Surgindo o conceito de homem social.

### Grupos Informais
Enquanto os clássicos se preocupavam com aspectos formais da organização como autoridade, responsabilidade, especialização, estudos de tempos e movimentos, princípios gerais de Administração, departamentalização etc., os autores humanistas se concentravam nos aspectos informais da organização como grupos informais, comportamento social dos empregados, crenças, atitude e expectativa, motivação etc. A empresa passou a ser visualizada como uma organização social composta de grupos sociais informais. Esses definem suas regras de comportamento, formas de recompensas ou sanções sociais, objetivos, escala de valores sociais, crenças e expectativas que cada participante vai assimilando e integrando em suas atitudes e comportamento.

### Relações Humanas
As relações humanas são as ações e atitudes desenvolvidas a partir dos contatos entre pessoas e grupos. Cada pessoa possui uma personalidade própria e diferenciada que influi no comportamento e atitudes das outras com quem mantém contato. A compreensão das relações humanas permite ao administrador melhores resultados de seus subordinados e a criação de uma atmosfera na qual cada pessoa é encorajada a exprimir-se de forma livre e sadia.

### Importância do Conteúdo do Cargo
A especialização não é a maneira mais eficiente de divisão de trabalho.Trabalhos simples e repetitivos tornam-se monótonos e maçantes afetando negativamente a atitude do trabalhador e reduzindo a sua satisfação e eficiência.

### Ênfase nos Aspectos Emocionais
Os elementos emocionais não planejados e irracionais do comportamento humano merecem atenção especial da Teoria das Relações Humanas. Daí a denominação de sociólogos da organização aos autores humanistas.

### Críticas ao Experimento
Recentemente a Experiência de Hawthorne tem sido revista e criticada no seu aspecto metodológico. Em 1998 um artigodo New York Times apontou que somente cinco funcionárias participaram da experiência e duas foram substituídas. Além disto, dois economistas da Universidade de Chicago, Steven Levitt e John List, refizeram uma análise usando econometria   e não encontraram ligação entre a produtividade e a luminosidade.
1- Ingenuidade e romantismo.
2- Paternalismo tutorial.
3- Negação do conflito de interesses que é parte das relações de trabalho.
4- Investigações voltadas para a organização, excluindo a influência do ambiente.
5- Exaltação do empirismo, a observação e o mero descobrimento dos fatos.